# تاریخ عقدالعلی
عقدالعلی للموقف الأعلی اثر افضل‌الدین کرمانی که به زبان عربی در سال ۴۸۵ هجری دربارهٔ تاریخ غزها نوشته شده‌است.

## ساختار
این کتاب در پنج فصل نوشته شده‌است؛ فصل اول دربارهٔ اواخر دولت سلجوقیان و روزگار فترت کرمان، فصل دوم دربارهٔ غزها، تسلط ملک دینار بر کرمان، فصل سوم در مورد عدالت‌خواهی و شرح اخلاق ملوک و ذکر ملوک کرمان و ویژگی‌های جغرافیایی و وقایع تاریخی آنجا، فصل چهارم در ستایش قوام‌الدین وزیر و فصل پنجم در شرح حال خود مؤلف است.

## محتوا
بخش زیادی از کتاب مربوط و منحصر به دوران حکومت ملک دینار به سال ۵۸۴ تا ۵۹۱ در کرمان است و به تصریح خود افضل، پس از بازگشت او از سفر یزد در کوهبنان به نوشتن آن پرداخته‌است.